# La Chapelle-lès-Luxeuil
La Chapelle-lès-Luxeuil ist eine Gemeinde im französischen Département Haute-Saône in der Region Bourgogne-Franche-Comté.

## Geographie
La Chapelle-lès-Luxeuil liegt auf einer Höhe von 265 Metern über dem Meeresspiegel, 5 Kilometer südlich von Luxeuil-les-Bains und etwa 23 Kilometer nordöstlich der Stadt Vesoul (Luftlinie). Das Dorf erstreckt sich im nördlichen Teil des Departements, in der Ebene von Luxeuil, an der Lanterne, am Westrand des Waldgebietes Vay de Brest.
Die Fläche des 7,69 Quadratkilometer großen Gemeindegebiets umfasst einen Abschnitt der Ebene von Luxeuil. Der Hauptteil des Gebietes wird von dieser Alluvialebene eingenommen, die durchschnittlich auf 265 Meter liegt. Wichtigstes Fließgewässer ist die Lanterne, die das Gebiet von Osten nach Westen durchquert und für die Entwässerung zur Saône sorgt. Bei La Chapelle-lès-Luxeuil nimmt sie von rechts den Ruisseau du Vay de Brest und von links den Ru du Bas auf. Landwirtschaftliche Nutzung herrscht in dieser Ebene vor. Nach Osten reicht das Gebiet mit einem schmalen Zipfel über die Ebene in die ausgedehnte Waldung des Vay de Brest. Mit 310 Meter wird ganz im Osten die höchste Erhebung von La Chapelle-lès-Luxeuil erreicht. Im Süden erstreckt sich das Gemeindeareal bis an den Fuß der Höhen des Mont d'Ahie.
Nachbargemeinden von La Chapelle-lès-Luxeuil sind Saint-Sauveur im Norden, Esboz-Brest im Osten, Ailloncourt und Brotte-lès-Luxeuil im Süden sowie Baudoncourt im Westen.

## Geschichte
Überreste eines römischen Verkehrsweges weisen auf eine frühe Begehung und möglicherweise auch Besiedlung des Gebietes hin. Den Ursprung der Siedlung bildete eine mittelalterliche Kapelle. Im Mittelalter gehörte La Chapelle-lès-Luxeuil zur Freigrafschaft Burgund und darin zum Gebiet des Bailliage d’Amont. Die lokale Herrschaft hatten die Herren von Luxeuil inne. Zusammen mit der Franche-Comté gelangte das Dorf mit dem Frieden von Nimwegen 1678 definitiv an Frankreich. Heute ist La Chapelle-lès-Luxeuil Mitglied des 13 Ortschaften umfassenden Gemeindeverbandes Communauté de communes du Pays de Luxeuil.

## Sehenswürdigkeiten
Die Dorfkirche Heiligkreuz von La Chapelle-lès-Luxeuil wurde 1777 erbaut und beherbergt ein Taufbecken aus dem 16. Jahrhundert. Aus dem 19. Jahrhundert stammt die Chapelle de la Vierge.

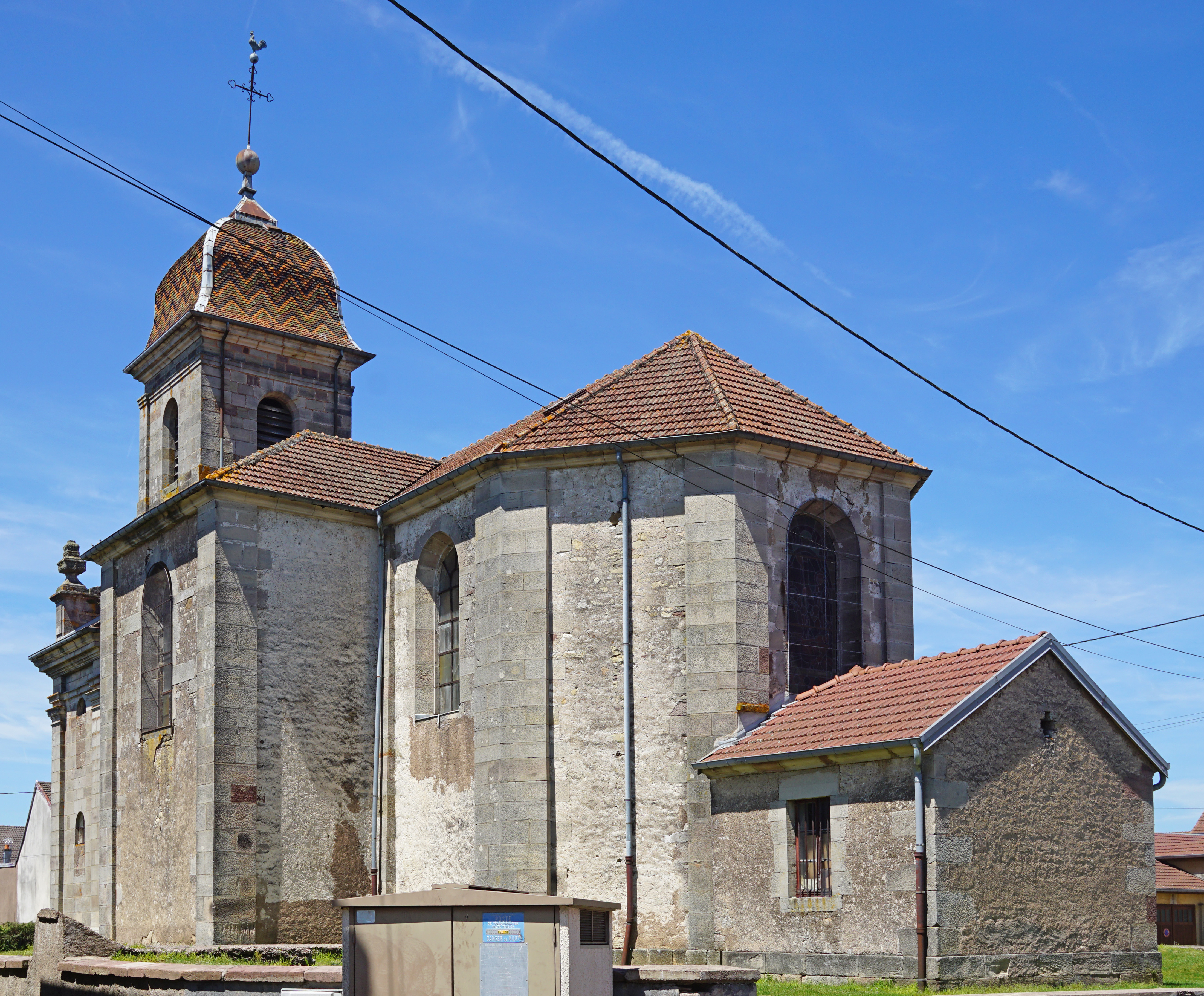
Kirche Sainte-Croix (Heiligkreuz)
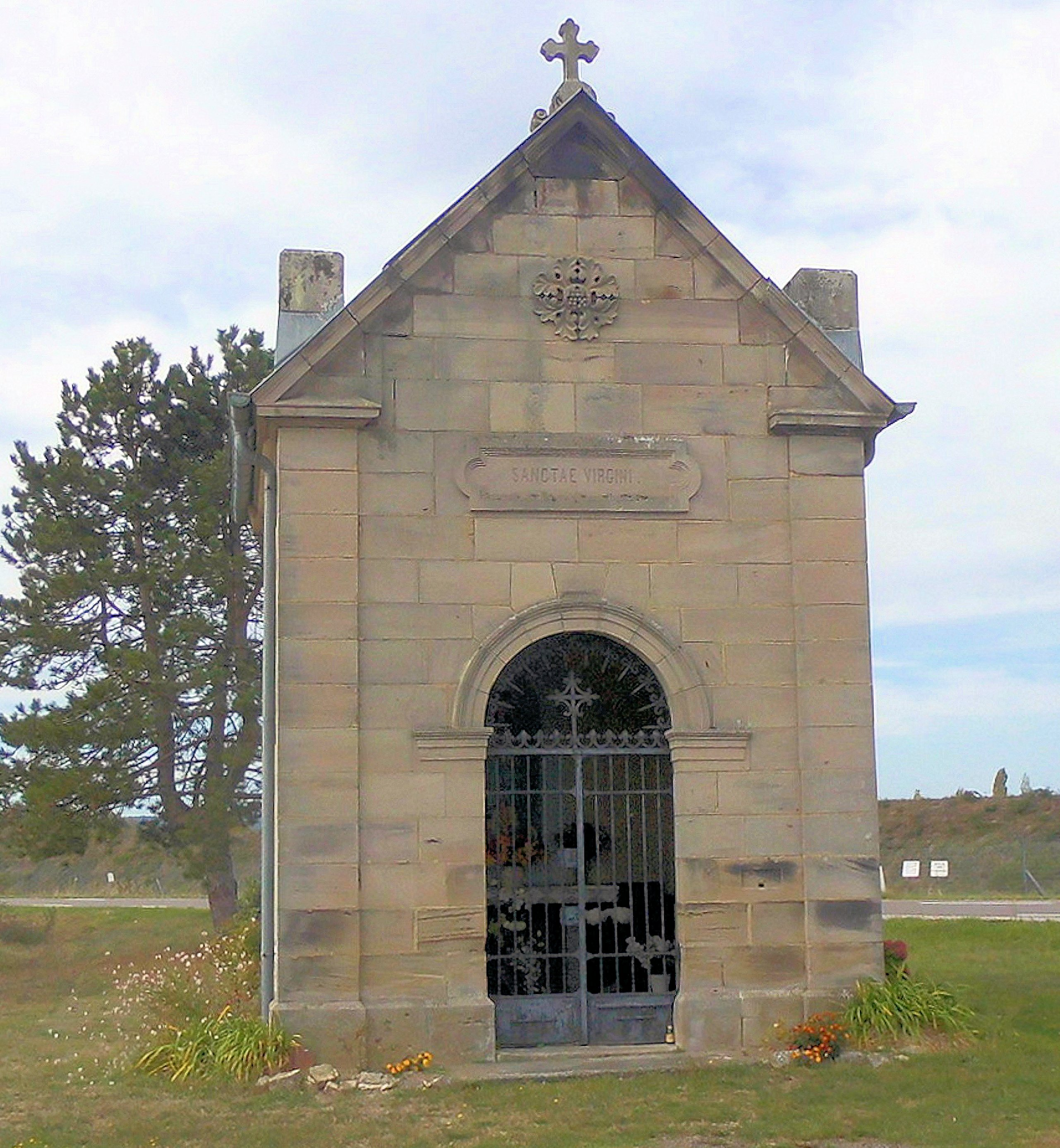
Kapelle Sainte-Vierge (Heilige Jungfrau)
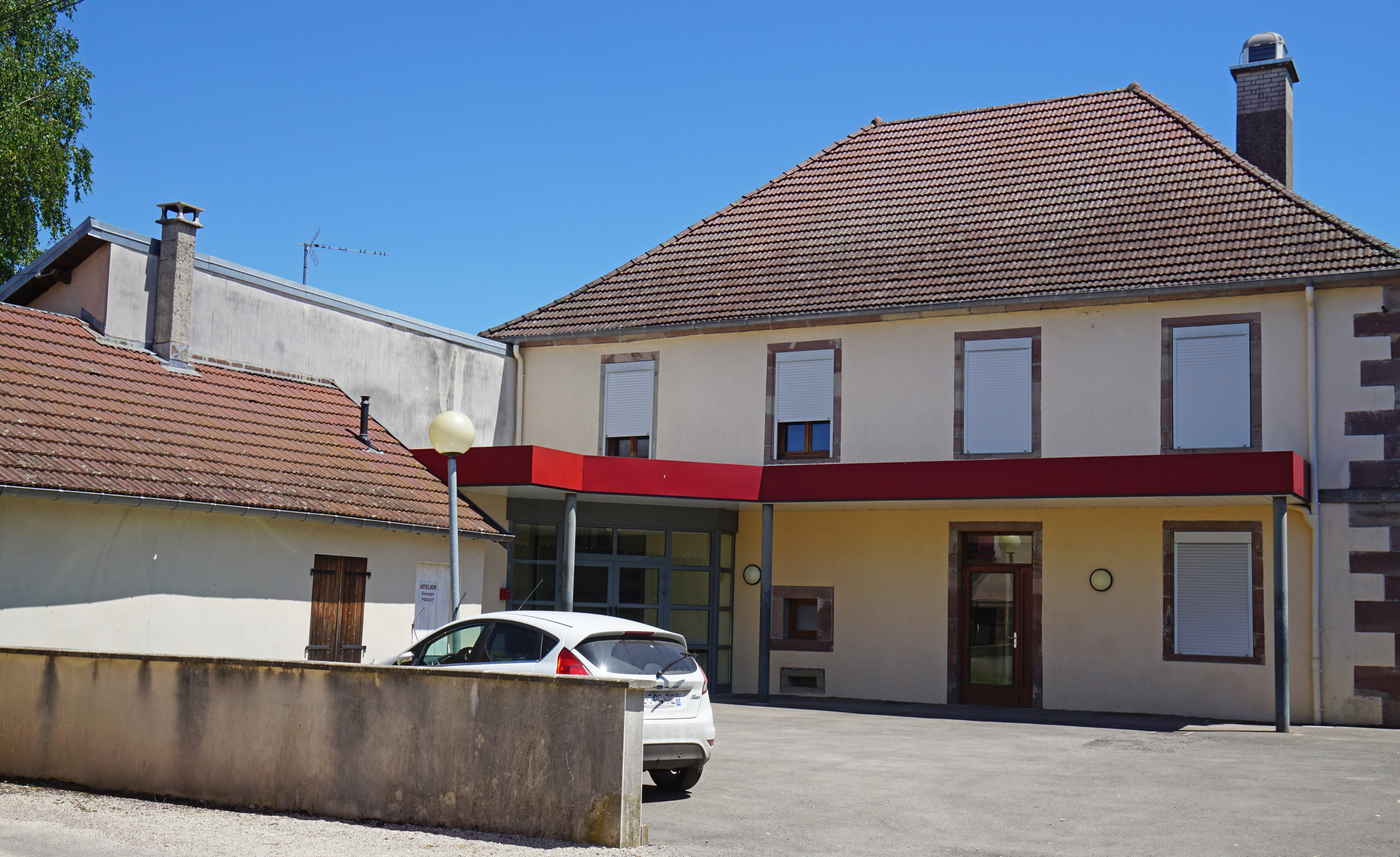
Gemeindesaal

## Bevölkerung
| Jahr                       | 1962 | 1968 | 1975 | 1982 | 1990 | 1999 | 2006 |
| Einwohner                  | 371  | 335  | 382  | 406  | 426  | 431  | 422  |
| Quellen: Cassini und INSEE |      |      |      |      |      |      |      |

Mit 382 Einwohnern (1. Januar 2022) gehört La Chapelle-lès-Luxeuil zu den kleineren Gemeinden des Département Haute-Saône. Nachdem die Einwohnerzahl in der ersten Hälfte des 20. Jahrhunderts deutlich abgenommen hatte (1886 wurden noch 487 Personen gezählt), wurde seit Beginn der 1970er Jahre wieder ein Bevölkerungswachstum verzeichnet.

## Wirtschaft und Infrastruktur
La Chapelle-lès-Luxeuil war lange Zeit ein vorwiegend durch die Landwirtschaft (Ackerbau, Obstbau und Viehzucht) und die Forstwirtschaft geprägtes Dorf. Heute gibt es verschiedene Betriebe des Klein- und Mittelgewerbes, vor allem in den Branchen Holz- und Metallverarbeitung. In den letzten Jahrzehnten hat sich das Dorf zu einer Wohngemeinde gewandelt. Viele Erwerbstätige sind deshalb Wegpendler, die in den größeren Ortschaften der Umgebung ihrer Arbeit nachgehen. Im Norden hat La Chapelle-lès-Luxeuil Anteil an den Pistenanlagen des Militärflugplatzes Aérodrome de Luxeuil-Saint-Sauveur.
Die Ortschaft ist verkehrstechnisch gut erschlossen. Sie liegt an der Hauptstraße N57, die von Vesoul via Luxeuil-les-Bains nach Remiremont führt. Weitere Straßenverbindungen bestehen mit Saint-Sauveur, Baudoncourt, Dambenoît und Citers.